# Никола Попов (сръбски дипломат)
Вижте пояснителната страница за други личности с името Никола Попов.
Никола Папавангелов Попов или Попович (на сръбски: Никола Поповић или Nikola Popović) е македонски сърбоманин, деец на сръбската пропаганда в Македония.

## Биография
Попович е роден в семейството на гъркомански свещеник в село Ракита, Битолско (вероятно Ракитница, Демирхисарско или Ракита, Кайлярско, Битолски вилает). Със стипендия на сръбското външно министерство учи в Юридическия факултет на Белградския университет от 1890 до 1894 година. Назначен е за председател ученическото дружество „Вардар“. След дипломирането си работи като юрист в сръбското консулство в Солун. По време на Четническата акция в 1895 година се сближава с българските революционни дейци и е уволнен и на 20 януари 1896 година е назначен във външното министерство в Белград. Попов отказва по „хигиенни причини“ и през Цариград заминава за София.